# Ernesto Cardenal
Pour les articles homonymes, voir Cardenal.
Ernesto Cardenal  Martínez, né le 20 janvier 1925 à Granada au Nicaragua et mort le 1er mars 2020 à Managua, est un prêtre catholique, théologien, poète et homme politique nicaraguayen.
Pour quelque temps moine trappiste, il devient une figure importante du Nicaragua, dont il est ministre de la Culture de 1979 à 1987, tout en continuant à promouvoir la théologie de la libération.

## Biographie
Né dans une famille de propriétaires et commerçants aisés de Granada, Ernesto Cardenal est le cousin du critique littéraire Pablo Antonio Cuadra et le frère de Fernando Cardenal. Il étudie la littérature à Managua et à Mexico de 1942 à 1946, et voyage ensuite pour études en Italie, en Espagne, aux États-Unis et en Suisse de 1947 à 1950.
A son retour au Nicaragua, Ernesto Cardenal fonde la UNAP (Union nationale d'action populaire) avec Pedro Joaquín Chamorro, Reinaldo Antonio Téfel, Rafael Córdova Rivas, Arturo Cruz et Emilio Álvarez Montalván. Il participe ensuite à la révolution d'avril visant le gouvernement autoritaire d'Anastasio Somoza García. Le coup d'État échoue. Cardenal quitte le pays et entre chez les trappistes à l'abbaye de Gethsémani, au Kentucky (États-Unis), où il fait son noviciat sous la direction de Thomas Merton.
Ernesto Cardenal est ordonné prêtre catholique en 1965. Il s'installe pour un temps aux îles Solentiname (dans le lac Nicaragua), où il fonde une communauté monastique utopique. Il y compose un livre intitulé El Evangelio de Solentiname dont l'inspiration est proche de la Théologie de la libération. Il milite activement avec les sandinistes dans le soulèvement contre le gouvernement d'Anastasio Somoza Debayle, fils de Somoza García.
En 1979, après la chute du régime de Somoza, il est nommé ministre de la Culture dans le gouvernement du Front sandiniste de libération nationale (FSLN), dont son frère Fernando Cardenal, également prêtre catholique (dans l'ordre des jésuites), est ministre de l'Éducation. Il intervient pour une « Révolution sans vengeance » Il occupe ce poste jusqu'en 1987 lorsque son ministère est dissous pour des raisons économiques.
Lors de la visite du pape Jean-Paul II au Nicaragua en 1983, Ernesto Cardenal est publiquement réprimandé par le souverain pontife, qui refusa de lui donner la main, sans doute parce qu'il resta actif dans la vie politique du pays malgré les mises en demeure adressées. Ernesto Cardenal est par la suite suspendu a divinis par le Saint-Siège, ce qui lui interdit de célébrer la messe et d'administrer les sacrements. Il se montrera ouvertement critique envers Jean Paul II et son successeur Benoît XVI, dont les pontificats ont selon lui fait reculer l’Église catholique.
Ernesto Cardenal quitte le FSLN en 1994, protestant contre la direction autoritaire du président Daniel Ortega, tout en conservant ses opinions progressistes. Il est membre du comité de direction de la chaîne télévisée Tele Sur.
Plusieurs fois pressenti pour le prix Nobel de littérature, il est l’auteur de plusieurs ouvrages poétiques comme L’Heure zéro ou Prière pour Marilyn Monroe et autres poèmes. Son livre le plus célèbre est L’Evangile de Solentiname, écrit au sein d’une communauté chrétienne trappiste qu’il avait fondée au début de sa carrière de prêtre, en 1966, dans les îles Solentiname, pour apprendre aux paysans et pêcheurs locaux à peindre et à écrire de la poésie.
Le 14 février 2019, alors qu'Ernesto Cardenal se trouve hospitalisé à 94 ans pour une grave infection rénale, le pape François lève la suspension a divinis dont il fait l'objet. Le nonce apostolique (en) Waldemar Stanisław Sommertag célèbre ensuite avec Cardenal une messe, sa première depuis 36 ans.
Ernesto Cardenal, hospitalisé depuis trois semaines dans un hôpital de Managua, y meurt le 1er mars 2020 des suites d'une crise cardiaque. Son ancien compagnon d'armes, le président Daniel Ortega, déclare trois jours de deuil national. Le gouvernement « se joindra aux cérémonies de remerciements et d’adieux à ce frère nicaraguayen », annonce l’exécutif dans un communiqué.

## Ouvrages
- Cri, psaumes politiques, traduction par Gérard Bessière et Marta Sacchi, Paris,Éditions du Cerf, 1970 (nouvelle édition : L'Harmattan, Paris, 2008).
- Amour, secret du monde, Paris, Éditions du Cerf, 1972, 153 p.
- Anthologie poétique, traduction par Gérard Bessière et Anne-Marie Métailié, Paris, Éditions du Cerf, coll. « Terre de Feu », 1974, 182 p.[11]
- Psaumes, traduction par Gérard Bessière et Marta Sacchi, Paris, Éditions du Cerf, coll. « Terre de Feu », 1981, 172 p.
- Chrétiens du Nicaragua : l'Évangile en révolution, traduction de l'espagnol par Claire Wéry et Charles Condamines, Karthala, Paris, 1981, 215 p.
- Cántico cósmico[12], Managua, Ed. Nueva Nicaragua, 1989, 581 p.
- La Révolution perdue[13], Paris, L’Harmattan, 2008, 475 p.
- Poèmes de la Révolution (Vols victorieux), présentation et traduction de Bernard Desfretières, Paris; coll. « Le Temps des cerises », 2011, 2014.
- (es) Poesía completa, Madrid, Trotta, 2019, 1 228 (ISBN 9788498797343, OCLC 1159279224).